# Marie-Elise Gbèdo
Marie-Elise Akouavi Gbèdo (Mankono, 29 de diciembre de 1954) es una abogada y política beninesa que se ha presentado varias veces a la presidencia de Benín. Fue Ministra de Justicia de Benín de 2012 a 2013.

## Biografía
Marie-Elise Gbèdo nació el 29 de diciembre de 1954 en Mankono, en la actual Costa de Marfil. Estudió en Bení los niveles educativos de primaria y secundaria, al finalizar estos se trasladó a Francia para continuar sus estudios en la Universidad de la Sorbona. Obtuvo una licenciatura y una maestría en Derecho, y en 1983 obtuvo una maestría en derecho comercial. El certificado de idoneidad como abogada (CAPA) le fue otorgado al año siguiente en 1984. Se incorporó al Colegio de Abogados de París en 1985 y trabajó para varios bufetes de abogados. En 1987, a su regreso a Benín, Gbedo se convirtió en la quinta mujer en ejercer la abogacía en su país. La abogada Gbedo abrió su propio despacho de abogado dos años después.
Marie-Elise Gbèdo ha sido una defensora de los derechos de la mujer y presidió la Asociación de Mujeres Abogadas de Benín (AFJB). Gbedo alentó y estimuló a las mujeres a realizar estudios universitarios y lamentó la falta de mujeres administradoras en Benín.
En marzo de 1998, seis hombres armados le dispararon cinco veces al salir de su oficina. Su hijo de siete años también fue alcanzado por una bala. Cuatro de los hombres atacantes fueron condenados a 15 años de trabajos forzados y uno fue absuelto.

## Carrera política
Marie-Elise Gbèdo en mayo de 1998 fue nombrada Ministra de Comercio, Artesanía y Turismo por el presidente Mathieu Kérékou. Fue destituida de ese cargo en junio de 1999 por de intentar resolver un escándalo relacionado con un negocio entre la empresa petrolera nacionalizada SONACOP y una empresa privada. Posteriormente, se convirtió en una crítica abierta del gobierno, lo que la hizo decidida a poner fin a los negocios como de costumbre. Apareció con frecuencia en la televisión y la radio nacionales criticando a la administración del presidente Kerekou.
En febrero de 2001, anunció su candidatura para las elecciones presidenciales de marzo de 2001, convirtiéndose en la primera candidata presidencial del país y la primera en África occidental. Al hacerlo, Marie-Elise Gbèdo, madre de dos hijos, tuvo que enfrentarse a algunas actitudes conservadoras, en particular, recibió la desaprobación porque era una mujer divorciada. Según se informa, recibió más desaprobación de las mujeres que de los hombres, aunque contó con el respaldo de algunos grupos de mujeres como Dignite Feminine. Postulándose como independiente, adoptó el eslogan "Hwenusu" ("Ha llegado el momento" en lengua fon) Dijo y predicaba, que es hora de que las mujeres se involucren en la política y ejerzan el poder. Su candidatura también se centró en la lucha contra la corrupción. En las elecciones, ocupó el puesto 11 con el 0,36% de los votos.
En noviembre de 2005, escribió el libro Le destin du roseau (La caña del destino), que contiene entrevistas autobiográficas y ensayos sobre su visión del desarrollo de Benín y África en general.  En las elecciones presidenciales de marzo de 2006, Gbedo fue acompañada por el cineasta Sanvi Panou, quien creó una película documental llamada El candidato amazónico. Otra mujer, Celestine Zanou, estaba entre los 26 candidatos.  Marie-Elise Gbèdo  ocupó el puesto 16 con el 0,33% de los votos.
Se postuló para presidente en las elecciones presidenciales de marzo de 2011. Después de que Thomas Boni Yayi fuera declarado victorioso, ella optó por respaldarlo a pesar de que las figuras de la oposición cuestionaron los resultados. Como resultado, la nombró Ministra de Justicia en 2012. Gbèdo sirvió hasta 2013 y fue reemplazada por una mujer, Reckya Madougou. Participó sin éxito en las elecciones presidenciales de marzo de 2016. Su plataforma se basaba en proporcionar electricidad confiable y combatir el desempleo juvenil.

## Premios
- El título de Comandante de la Orden Nacional de Benín fue otorgado a Marie-Elise Gbèdo en 2000.

- El título Caballero de la Orden Nacional de la Legión de Honor.[17][18]